# Asger Aaboe
Asger Hartvig Aaboe (* 26. April 1922 in Kopenhagen; † 19. Januar 2007 in North Haven, Connecticut) war ein dänischer Mathematik- und Astronomiehistoriker.

## Leben
Aaboe studierte ab 1940 Mathematik, Astronomie, Physik und Chemie an der Universität Kopenhagen, wo er bei dem Schüler von Otto Neugebauer Olaf Schmidt (1913–1966, Professor für Wissenschaftsgeschichte in Kopenhagen) 1947 sein Diplom (Candidatus Magisterii) machte (Die Bestimmung von Flächen und Volumina in der Antike insbesondere in den Werken von Archimedes). 1947/48 war er Gastprofessor an der Washington University in St. Louis. Dort traf er seine Frau Joan Armstrong, die er 1950 heiratete und mit der er vier Kinder hatte. Nach einer Zeit als Lehrer in Dänemark ging er 1952 als Instructor an die Tufts University. Er studierte daneben ab 1955 Wissenschaftsgeschichte bei Otto Neugebauer an der Brown University, der gerade seine Astronomical cuneiform texts herausgab. 1957 wurde er bei Neugebauer promoviert (On Babylonian Planetary Theories).
Aaboe blieb bis 1962 an der Tufts University, wo er 1959 Associate Professor wurde, und ging danach an die neu gegründete Fakultät für Wissenschaftsgeschichte der Yale University, wo er Associate Professor und ab 1967 Professor für Mathematik und Wissenschaftsgeschichte war (ab 1977 auch für Altorientalische Sprachen). 1968 bis 1971 war er Vorstand der Fakultät für Wissenschaftsgeschichte. 1992 ging er in den Ruhestand.
Aaboe war Spezialist für babylonische Astronomiegeschichte.
Er war Mitglied der International Academy of the History of Science, der Königlich Dänischen Akademie der Wissenschaften und der Connecticut Academy of Arts and Sciences, deren Präsident er 1970 bis 1980 war. 1962 hielt er einen Vortrag auf dem Internationalen Mathematikerkongress in Stockholm (Pre-Ptolemaic greek astronomy).

## Schriften
- Episodes from the Early History of Mathematics. Singer, New York 1964, Mathematical Association of America 1998 (das Buch wurde in mehrere Sprachen übersetzt und wendet sich an Schüler)
- Episodes from the Early History of Astronomy. Springer Verlag 2001, ISBN 978-1-4613-0109-7.